# 州務長官
州務長官（しゅうむちょうかん、英: Secretary of State）は、アメリカ合衆国の州における公職である。

## 概要
州務長官は、各州において選挙証明や企業登録維持に責任を負うほか、いくつかの州では、運転免許証の発行及び自動車登録業務を扱い、また州の公文書や公証人によって作成された文書の法的正当性を証明する職務も担う。
また、多くの州で、州知事が欠けた場合における副知事に次ぐ昇格順位第2位の地位にある。副知事を置いていない州では、州務長官が昇格順位第1位となる。
通常それほど大きな権限を有さないが、選挙証明の大半に責任を負うため、しばしば選挙の際に極めて重要な職責を担うことがある。典型的な例として大接戦となった2000年の大統領選挙においてフロリダ州務長官キャサリン・ハリスが同州での選挙結果を確定する際に重要な役割を果たし、大統領選で重要な局面を左右した事例が挙げられる。
アラスカ州、ハワイ州、ユタ州の3州は、州務長官を置いておらず、また、州の正式名称が、Stateでなく、Commonwealthであるマサチューセッツ州、ペンシルベニア州、バージニア州では、この職名もSecretary of the Commonwealthである。